# 長野県道461号鳥居本町線
長野県道461号鳥居本町線（ながのけんどう461ごう とりいほんまちせん）は、長野県木曽郡木曽町を通る一般県道。国道19号の旧道でもある。

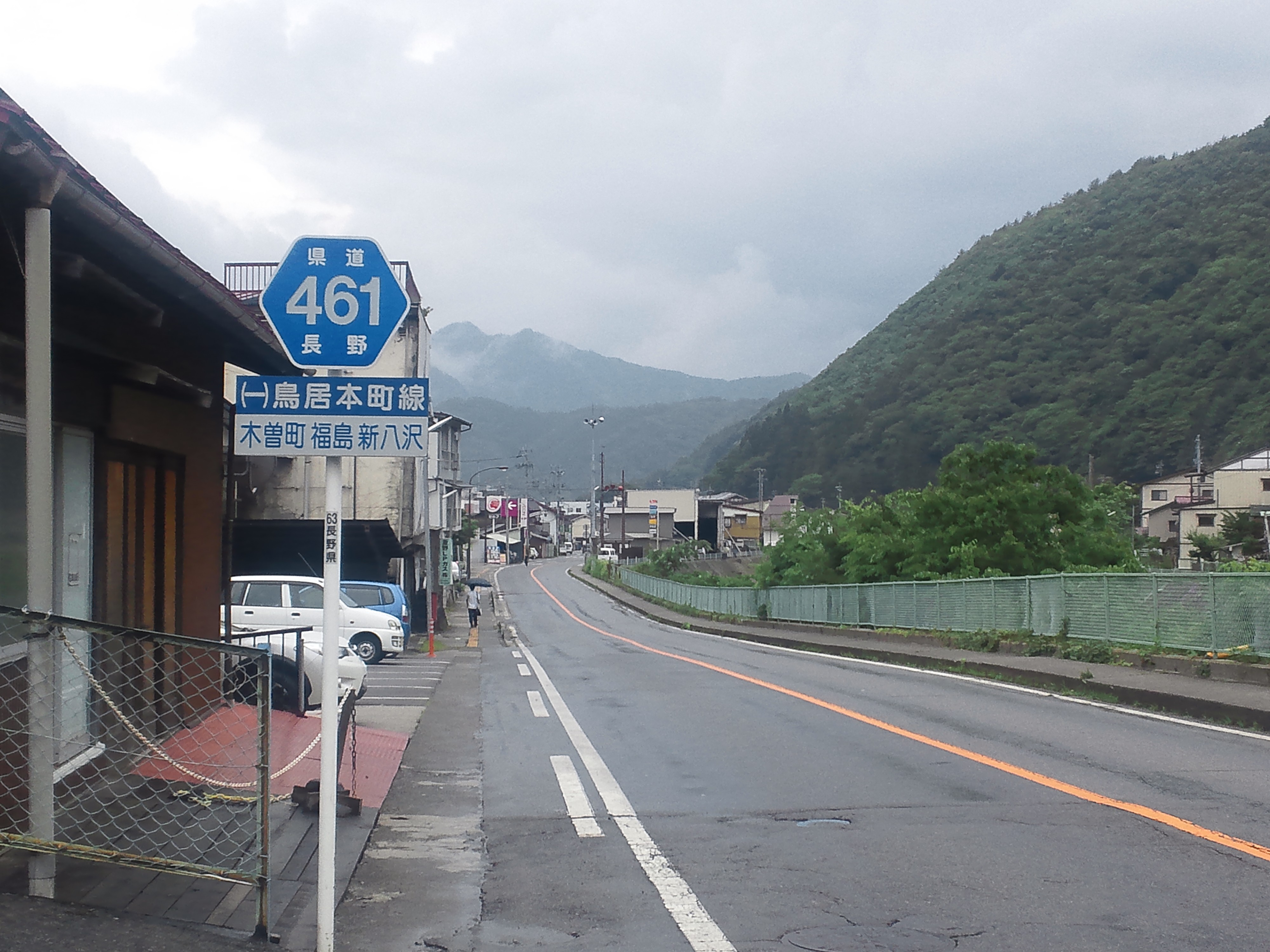
県道番号標示（木曽郡木曽町福島八沢）

## 概要

### 路線データ
- 起点：木曽郡木曽町大字福島字鳥居（国道19号交点）
- 終点：木曽郡木曽町大字福島字本町（行人橋交差点、国道361号旧道交点）

## 通過する自治体
- 木曽郡木曽町

## 交差・接続する道路
- 国道19号 - 木曽郡木曽町大字福島字鳥居（起点）
- 長野県道268号木曽福島停車場線 - 木曽郡木曽町大字福島字塩渕（塩渕交差点）
- 国道361号旧道 - 木曽郡木曽町大字福島字本町（行人橋交差点、終点）